# Zbyněk Vostřák
Zbyněk Vostřák (10. června 1920 Praha – 4. srpna 1985 Strakonice) byl český dirigent a hudební skladatel.

## Život
Byl synem známého pražského architekta. Skladbu studoval soukromě u hudebního skladatele a profesora pražské konzervatoře Rudolfa Karla. Po absolvování gymnázia vstoupil na konzervatoř a studoval dirigování u Pavla Dědečka. Za německé okupace mu v roce 1943 zemřel otec a jeho učitele zatklo gestapo. Stal se členem orchestru Českého rozhlasu jako hráč na bicí nástroje.
Po válce vyučoval korepetici na pražské konzervatoři a hru z partitur na Akademii múzických umění v Praze. V letech 1959–1960 byl dirigentem opery v Ústí nad Labem a později i v Národním divadle v Praze. Od šedesátých let působil převážně jako nezávislý skladatel. Spolupracoval se souborem Musica viva Pragensis, zaměřeným na soudobou hudbu. V období normalizace po roce 1969 jeho hudba prakticky z českých koncertních sálů zcela zmizela a byla uváděna pouze v zahraničí.
Až do šedesátých let komponoval v duchu pozdního romantismu. Když se seznámil s novými kompozičními technikami západní hudby 20. století radikálně změnil svůj kompoziční styl. Např. ve skladbě Afekty pro 7 nástrojů z roku 1963 využívá aleatoriku. Skladba je notována bez taktových čar. Partitura kompozice Tao pro devět nástrojů (1967) je psána na volných listech a hudebníci si sami volí pořadí, ve kterém budou svůj part hrát. Ve skladbě Krásná zahradnice pro pět žesťových nástrojů (1973) je předepsáno 9 tónů a hráči si volí, který z tónů budou hrát. V sedmdesátých letech se rovněž věnoval hudbě elektroakustické.
Zemřel roku 1985 ve Strakonicích a byl pohřben na Břevnovském hřbitově.

## Dílo

### Opery
- Rohovín Čtverrohý op. 12 (podle Václava Klimenta Klicpery, 1948)
- Králův mincmistr op. 18 (podle Josefa Kajetána Tyla, 1953)
- Pražské nokturno op. 23 (podle povídky Františka Kubky, 1959)
- Rozbitý džbán op. 25 (podle veselohry Heinricha von Kleista, 1961)

### Balety
- Petrklíče, balet o dvou jednáních podle Svatopluka Čecha, op. 10 (1945)
- Filosofská historie, balet o třech obrazech podle Aloise Jiráska, op. 13 (1949)
- Viktorka, taneční balada podle Boženy Němcové, op. 15 (1950)
- Sněhurka, balet o sedmi obrazech podle pohádky bratří Grimmů, op. 20 (1955)
- Veselí vodníci, balet o třech dějstvích, libreto Jan Rey (1979-90)

### Vokální skladby
- Do usínání, písňový cyklus pro soprán a klavír na slova Františka Halase, op. 26 (1961)
- Dva japonské madrigaly pro ženský sbor na slova Renáty Pandulové, op. 29 (1962)
- Tři sonety ze Shakespeara pro bas a komorní orchestr, op. 33 (1963)
- Kantáta na text F. Kafky pro smíšený sbor, dechové a bicí nástroje, op. 34 (1964)
- Sinfonia per orchestra e coro, op. 63 (1982)

### Komorní hudba
- Kontrasty pro smyčcové kvarteto, op. 27 (1961)
- Krystalizace pro 12 dechových nástrojů op. 28 (1962)
- Rekolekce pro sólové housle, op. 30 (1962)
- Tři eseje pro klavír, op. 31 (1962)
- Afekty. Improvizace pro 7 nástrojů op. 32
- Elementy pro smyčcové kvarteto, op. 35 (1964)
- Kosmogonia pro smyčcové kvarteto, op. 38 (1965)
- Krásná zahradnice pro pět žesťových nástrojů, op. 48 (1973)
- Mahasarasvatí (Fair play) pro cembalo a šest nástrojů op. 57 (1978)
- Smyčcový kvartet č.4 "Poslední večeře", op. 59 (1979)

### Orchestrální skladby
- Zrození měsíce, pro komorní orchestr, op. 39 (1966)
- Metahudba pro velký orchestr, op. 43 (1968)
- Tajemství elipsy pro velký orchestr, op. 44 (1970)
- Tajný rybolov pro čtyři nástrojové skupiny, op. 49 (1973)
- Pyramidy hledí do věčnosti, pro orchestr, op. 53 (1975)
- Katedrála pro velký orchestr, op. 61 (1979-80)
- Kapesní vesmír pro flétnu, cimbál a smyčcový orchestr (nebo pro flétnu, cimbál, lesní roh, smyčce a bicí nástroje), op. 62 (1981)
- Krystaly pro anglický roh, smyčce a bicí nástroje, op. 65 (1983)
- Vítězná perla. Koncert pro klavír a orchestr, op. 66 (1984)
- Tajemství růže. Koncert pro varhany, žesťové kvinteto a bicí nástroje, op. 67 (1985)

### Elektroakustické skladby
- Oběť svíce pro tři nástrojové skupiny a tři kruhové modulátory, op. 52 (1974)
- Váhy světla, tape music č. 1 (1967)
- Dvě ohniska, tape music č. 2 (1969)
- Azot. Konkrétní hudba (1970)
- Jedno ve všem, tape-music č. 8 (1973)
- Proměna II. Tape-music č. 9 (1974)